# 俄勒冈群岛国家野生动物保护区
俄勒冈群岛国家野生动物保护区（Oregon Islands National Wildlife Refuge）是一个位于美國俄勒冈海岸西南部的美国国家野生动物保护区。該保護區境內有1853个小岛屿、岩石和暗礁以及两个岬角，总面积371英亩，横跨俄勒冈州的克拉特索普縣、蒂拉穆克縣、林肯縣、萊恩縣、庫斯縣和寇里縣。该地区由美國魚類及野生動物管理局。